# Allenhurst (New Jersey)
Pour les articles homonymes, voir Allenhurst.
Allenhurst est une municipalité américaine située dans le comté de Monmouth au New Jersey.
Lors du recensement de 2010, sa population est de 496 habitants. La municipalité s'étend sur 0,28 mille carré (0,73 km2), dont 0,02 mille carré (0,05 km2) d'étendues d'eau.
La ville devient un borough indépendant du township d'Ocean en 1897. Elle doit son nom à Abner Allen, l'un de ses habitants.